# Sebasthian Yraola
Sebasthian Yraola (Lima, Provincia de Lima, 17 de septiembre de 1987) es un futbolista peruano. Juega de delantero y actualmente está sin equipo.

## Trayectoria
Surgió en las divisiones menores del club Alianza Lima. A fines del 2006, firmó por el Coronel Bolognesi, donde fue campeón del Torneo Clausura en el Campeonato Descentralizado 2007.
Sebasthian Yraola participó en la Copa Sudamericana 2007 y en la Copa Libertadores 2008.

## Clubes
| Club                        | País | Año       | Partidos | Goles |
| --------------------------- | ---- | --------- | -------- | ----- |
| Coronel Bolognesi FC        | Perú | 2007-2009 | 18       | 0     |
| Deportivo Coopsol           | Perú | 2009      | 12       | 1     |
| Colegio Nacional de Iquitos | Perú | 2010      | -        | -     |
| Deportivo Coopsol           | Perú | 2011-2014 | 70       | 20    |

## Palmarés

### Campeonatos nacionales
| Título          | Club              | País | Año  |
| --------------- | ----------------- | ---- | ---- |
| Torneo Clausura | Coronel Bolognesi | Perú | 2007 |